# Euphrasia onegensis
Euphrasia onegensis är en snyltrotsväxtart som beskrevs av Aimo Kaarlo Cajander. Euphrasia onegensis ingår i släktet ögontröster, och familjen snyltrotsväxter. Inga underarter finns listade i Catalogue of Life.